# December (Neck Deep)
December è un EP della band gallese Neck Deep, pubblicato il 18 luglio 2016 in formato digitale.

## Il disco
Si tratta di due rivisitazioni dell'omonima canzone (proveniente dall'album Life's Not Out to Get You) contenenti featuring con Mark Hoppus dei blink-182 e Chris Carrabba dei Dashboard Confessional. La canzone originale è acustica e tale rimane nella seconda traccia; la prima invece, reintitolata December (Again), vede la partecipazione dell'intera strumentazione elettronica (rifacimento che era già stato pubblicato, senza featuring, come traccia bonus dell'edizione deluxe HMV/Target di Life's Not Out to Get You e accreditato come full band version). Le due tracce sono state anticipate dai rispettivi video musicali, usciti il giorno prima dell'EP e diretti da Daniel Broadley. I vinili sono stati pubblicati con una tiratura di 2000 copie.
Il 1º giugno 2023 il singolo December è stato certificato disco d'oro negli Stati Uniti.

## Tracce
Testi e musiche di Neck Deep, Seb Barlow, Jeremy McKinnon e Andrew Wade.
1. December (Again) (feat. Mark Hoppus) – 3:33
2. December (feat. Chris Carrabba) – 3:41

Durata totale: 7:14

## Formazione
Neck Deep
- Ben Barlow – cantante
- Lloyd Roberts – chitarra
- Fil Thorpe-Evans – basso, voce secondaria
- Matt West – chitarra
- Dani Washington – batteria

Cantanti aggiuntivi
- Mark Hoppus – cantante (traccia 1)
- Chris Carrabba – cantante (traccia 2)